# Überschwemmungen in den Pyrenäen 2013
Schwere Regenfälle ab dem 17. Juni 2013 in den französischen und spanischen Pyrenäen führten gemeinsam mit der dadurch ausgelösten Schneeschmelze zu Überschwemmungen in den Pyrenäen 2013.

## Meteorologie
Grund für das Ereignis war ein kleineres Biskaya-Tief (vom DWD Lars respektive Manni benannt), das sich dann einige Tage über Spanien und Frankreich festsetzte. Es führte auf seiner Vorderseite feuchte mediterrane Luftmassen gegen die Pyrenäen.
Météo-France hatte ab dem 17. Juni Sturmwarnungen ausgesprochen, die Warnungen wurden erst am 19. Juni wieder aufgehoben.
In Vielha fielen vom 17. auf den 18. Juni 115 Liter/m² Regen innerhalb von 24 Stunden. Im Winter hatte es bis zu 4 Meter Schnee gegeben, die größten Mengen seit 1980. In Summe erreichten Niederschlag und Schmelzwasser einen Rekordwert, wie er seit Beginn der Messungen 1959 noch nicht vorgekommen war. Die Gegend hatte schon eine längere Schlechtwetterperiode hinter sich (im Umfeld der schweren Hochwässern im zentralen Europa Anfang Juni), sodass die Wässer unmittelbar abflossen.
Die Gave de Pau erreichte an mehreren Pegeln Rekordstände. In Spanien lagen die maximalen Durchflussmengen beim 10- bis 20-fachen des Normals (Noguera Pallaresa  160 m³/s, Noguera Ribagorçana 190 m³/s).
Die Nordseite der Pyrenäen war schwerer betroffen, während auf der Südseite die Werte des Hochwassers vom Oktober 2012, welches das schwerste Ereignis der letzten 50 Jahre gewesen war, im Allgemeinen nicht ganz erreicht wurden.

## Folgen

### Frankreich

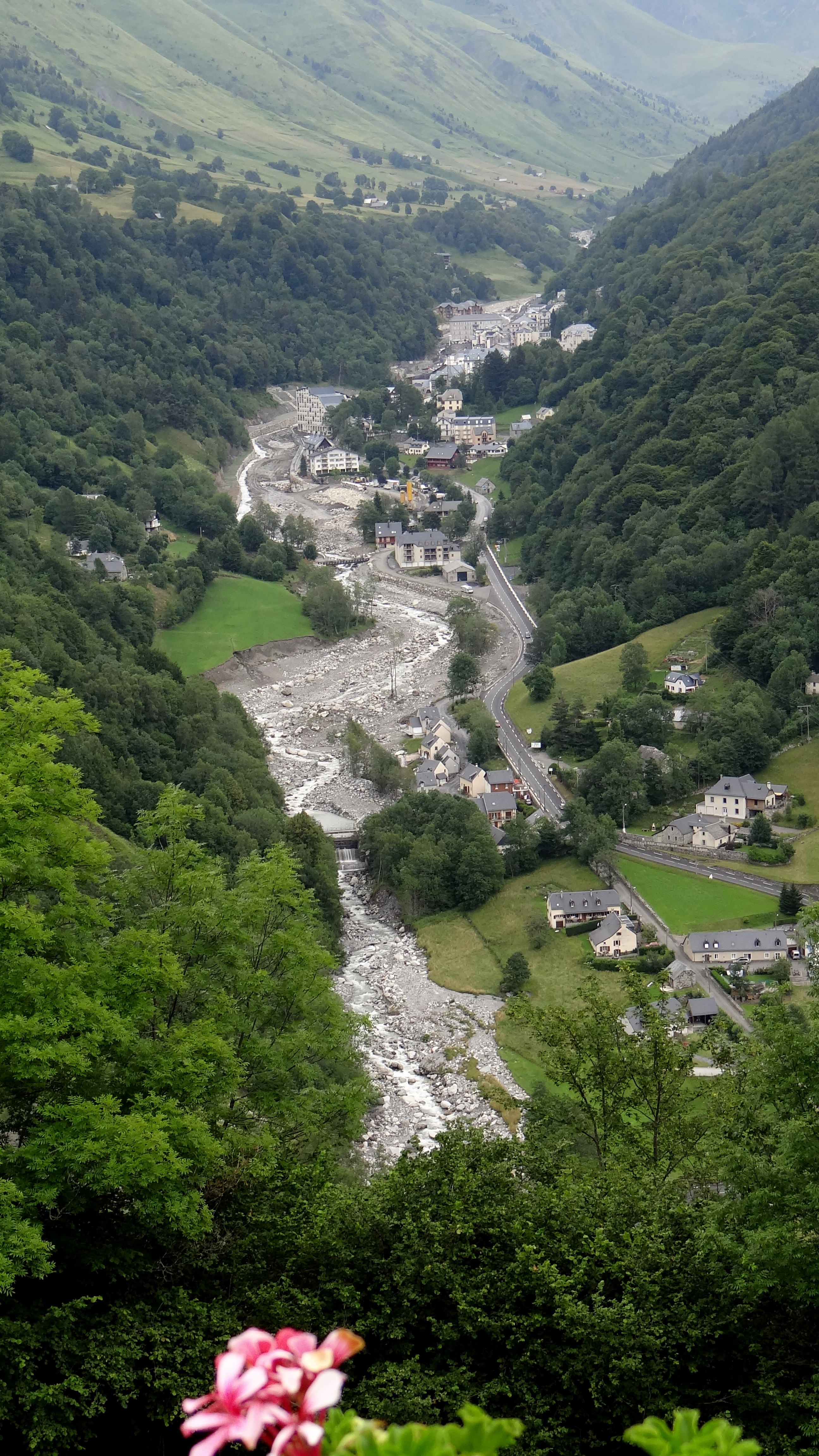
Flutschäden in Barèges, Pays Toy

Betroffen waren insbesondere der Oberlauf der Garonne und das Tal der Gave de Pau.
Medien berichteten insgesamt über drei Tote (in Lourdes, Luz-Saint-Sauveur, Cauneille).
Besonders die Wassermassen der Garonne sorgten für zahlreiche Erdrutsche und spülten mehrere Häuser, Straßen, Brücken und zahllose Bäume weg. Mehrere Katastrophenmanagementpläne (cellulles de crise) wurden in den Departements Haute-Garonne und Hautes-Pyrénées in Kraft gesetzt. Die Behörden evakuierten 3000 Menschen.
Im Wallfahrtsort Lourdes an den Ufern der Gave de Pau wurde die unterirdische Basilika Pius X. überschwemmt, auch die Bernadette-Basilika aus dem 19. Jahrhundert und die Mariengrotte selbst waren betroffen. In der Stadt entstanden Schäden in zweistelliger Millionenhöhe, die die Kosten der kurz zuvor stattgefundenen Überschwemmungen im Oktober 2012 noch einmal deutlich überschritten.
Schwer in Mitleidenschaft gezogen wurde auch das Tal Pays Toy am Bastan im Einzugsgebiet der Adour.
In Raum der Garonne wurden etwa 9 Millionen Euro Hilfsgelder ausbezahlt.

Sichtbare Zerstörungen nach der Flut
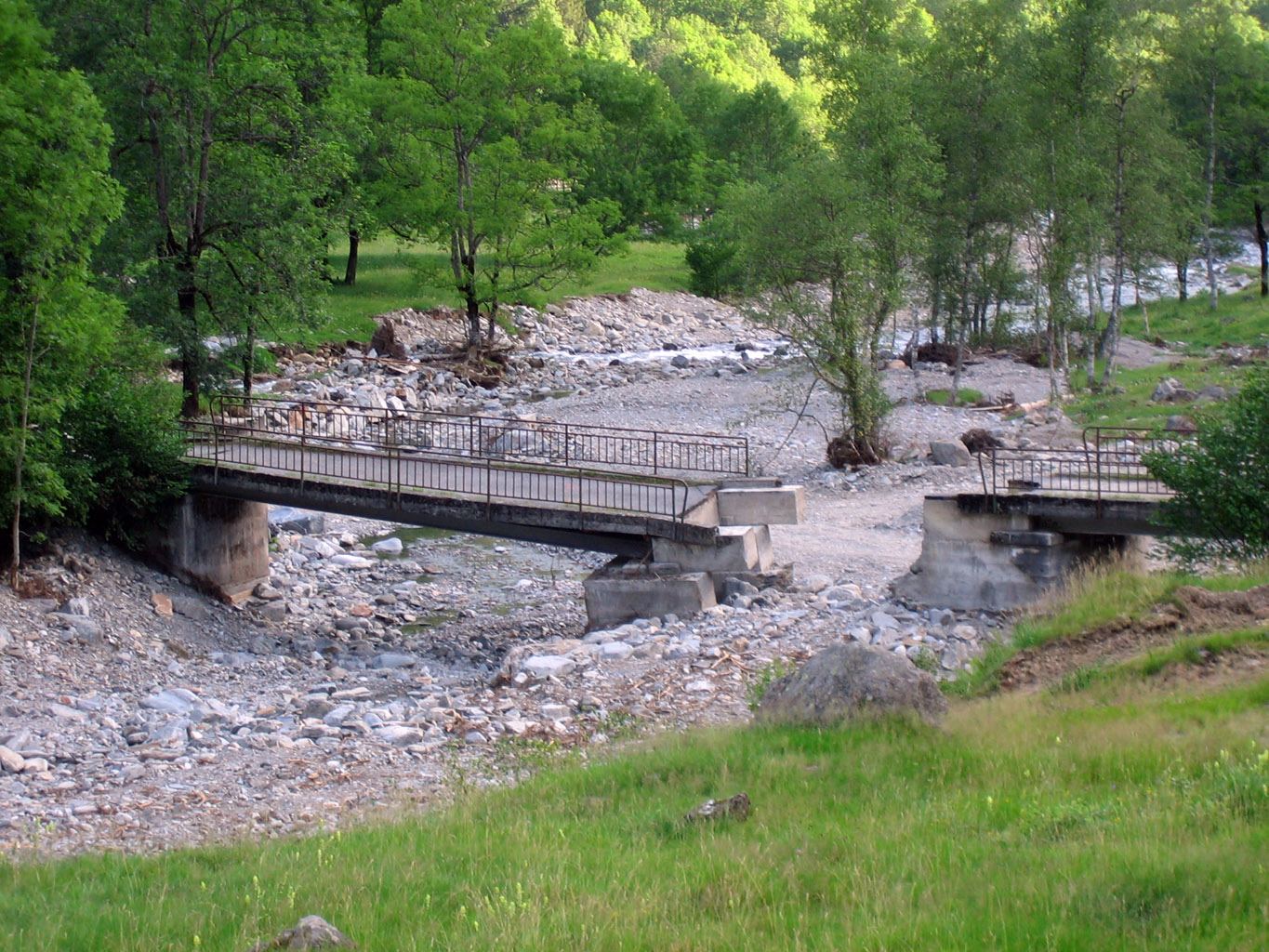
Zerstörte Brücke im Lys-Tal südlich von Bagnères-de-Luchon
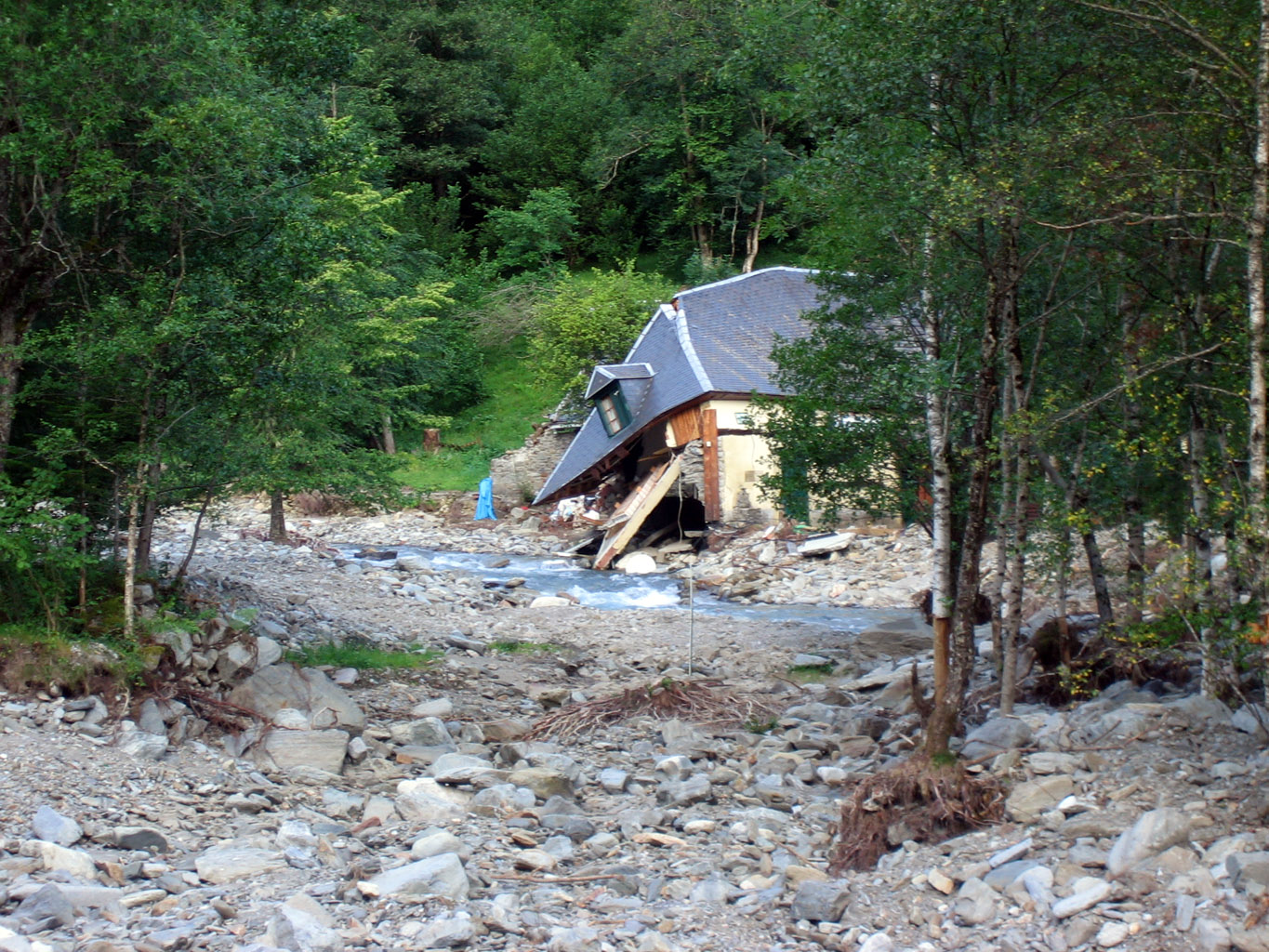
Zerstörtes Haus im Lys-Tal südlich von Bagnères-de-Luchon
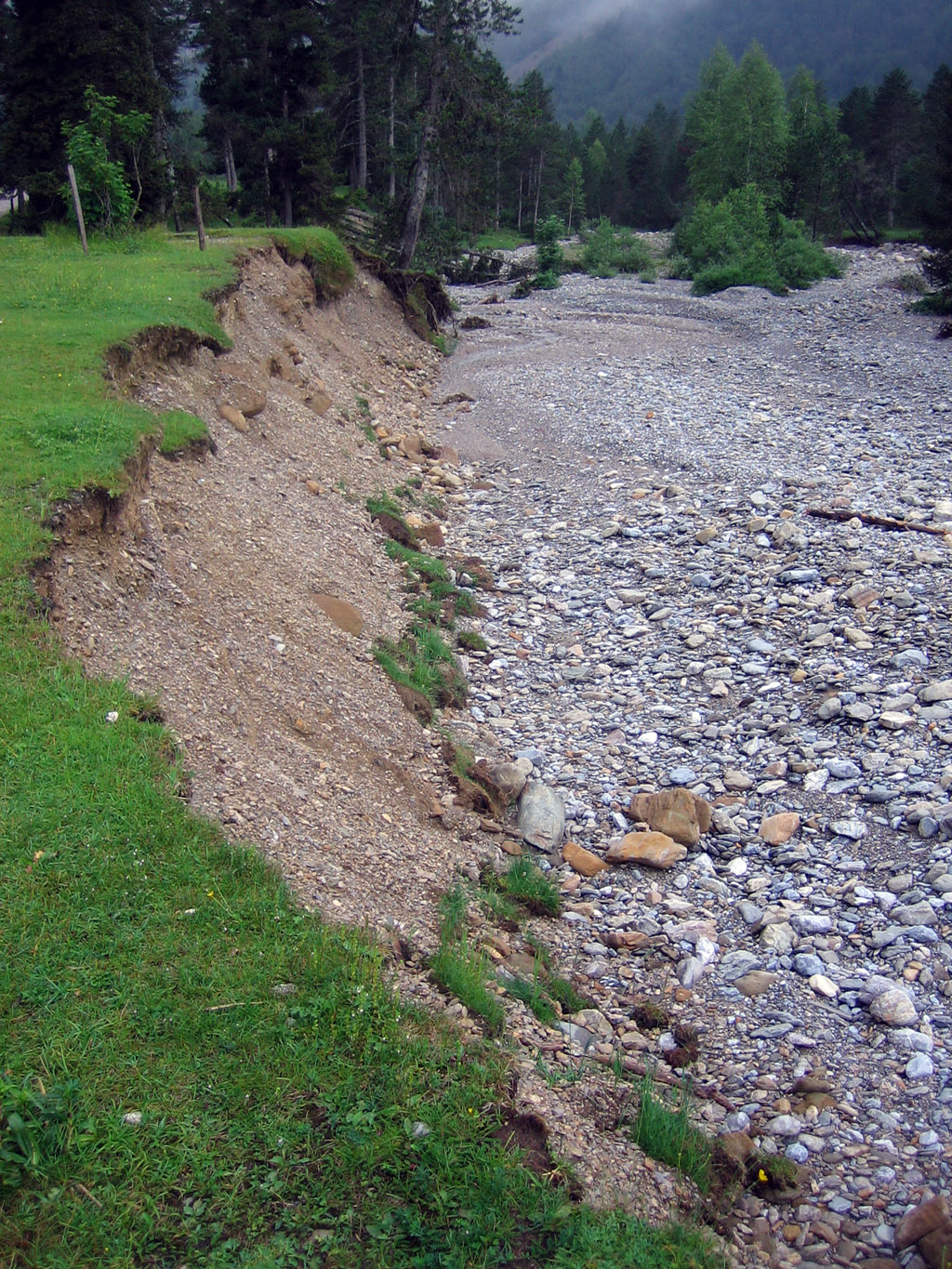
Erdrutsch bei Gavarnie am Gave de Gavarnie Ou de Pau
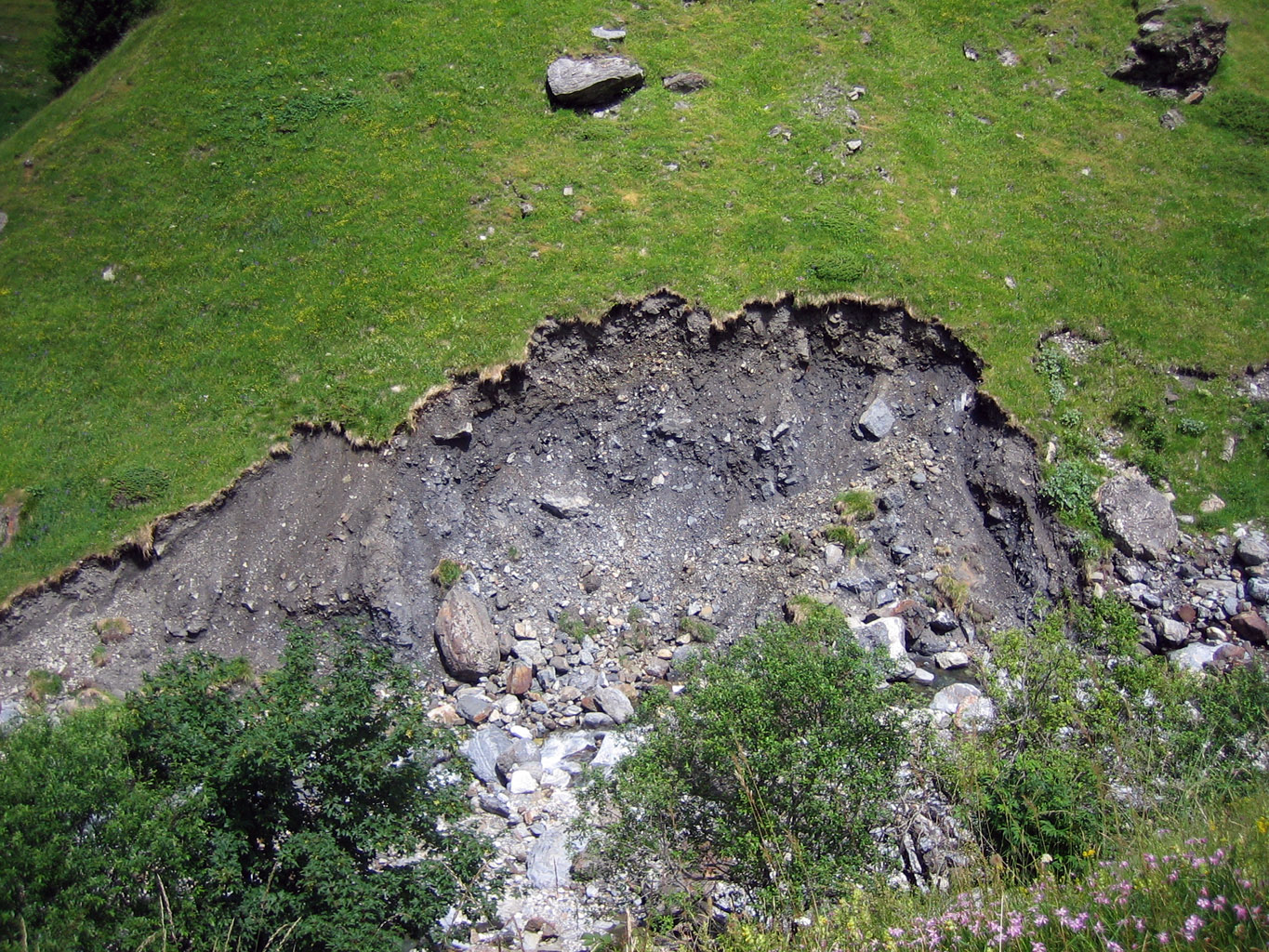
Erdrutsch bei Héas im Vallée du Gave de Héas

### Spanien
In Spanien waren Ésera, Noguera Pallaresa, Noguera de Cardós und andere Bergbäche im Val d’Aran, Pallars Sobirà, Alta Ribagorça und dem Norden von Pallars Jussà von den Hochwässern betroffen.
In Katalonien mussten in mehreren Dörfern Menschen evakuiert werden. Etliche Brücken und Straßen wie auch einzelne Häuser wurden zerstört.
Die Überschwemmungsereignisse führten zur Überprüfung der verwendeten Szenarien und zu einer Verfeinerung der Katastrophenpläne.